# Koratla
Koratla är en ort i Indien.   Den ligger i distriktet Karīmnagar och delstaten Telangana, i den centrala delen av landet, 1 100 km söder om huvudstaden New Delhi. Koratla ligger 301 meter över havet och antalet invånare är 60 231.
Terrängen runt Koratla är platt. Runt Koratla är det tätbefolkat, med 266 invånare per kvadratkilometer. Det finns inga andra samhällen i närheten. Trakten runt Koratla består till största delen av jordbruksmark.